# De Geboorte van Venus
De Geboorte van Venus is een schilderij van de Italiaanse kunstschilder Sandro Botticelli. Het hangt in de Uffizi-galerij in de Italiaanse stad Florence.
Het schilderij is vervaardigd met tempera op canvas en meet 172,5 cm bij 278,5 cm. Het beeldt de godin Venus uit die oprijst uit de zee als een volgroeide vrouw, zoals deze beschreven wordt in de Griekse mythologie. De naam van het werk is echter niet helemaal in overeenkomst met de gebeurtenis die erop staat afgebeeld, aangezien Venus volgens de legende uit het zeeschuim zou zijn geboren. Deze afbeelding toont echter haar aankomst in Cyprus, staande op een schelp. De westenwind Zephyros blaast de schelp naar de kust van Cyprus. Waarschijnlijk draagt Zephyros in zijn armen Aura, de godin van de zachte ochtendbries. Rechts op het schilderij geeft een van de Horen, godinnen van de seizoenen, een mantel aan Venus. 
Er zijn ook verschillende verwijzingen naar Ovidius' Metamorphosen en Fasti en naar Angelo Poliziano's "Verzen".
Dit schilderij werd in opdracht van Lorenzo de’ Medici gemaakt voor Lorenzo di Pierfrancesco de’ Medici's Villa di Castello, rond 1483 of vroeger. Sommige specialisten beweren echter dat de Venus bestemd voor Pierfrancesco en het werk vermeld door Giorgio Vasari in zijn Vite twee verschillende schilderijen zouden zijn, waarbij er een verloren zou zijn geraakt. Anderen denken dan weer dat het een ode aan de grote liefde van Giuliano di Piero de' Medici, Simonetta Vespucci, zou zijn.
In de klassieke oudheid was een schelp een metafoor voor een vagina.
De pose van Botticelli's Venus doet denken aan de Venus de Medici, een marmeren sculptuur uit de klassieke oudheid in de Medicicollectie, die Botticelli had bestudeerd.
Een detail van het schilderij is gebruikt als afbeelding op een van de Italiaanse euromunten.

## De geboorte van Venus als motief in de kunst
Volgens een van de vroegste Griekse dichters, Hesiodos (8e eeuw v.Chr.), werd Aphrodite, wat de Griekse naam is van Venus, geboren uit de zee - uit het schuim, geproduceerd door de genitaliën van de gecastreerde Uranus toen die in zee werden geworpen. Ze dreef aan wal op een schelp, voortgestuwd door een zacht briesje, en landde eindelijk in Paphos op Cyprus, in de oudheid een van de belangrijkste plaatsen van haar eredienst. Haar Griekse naam, Aphrodite, werd afgeleid uit aphros, schuim. Het type 'Venus Anadyomene' (zij die oprijst uit de zee), dat haar staand afbeeldt terwijl ze het water uit haar haar wringt, kent men uit de klassieke beeldhouwkunst, en is naar men veronderstelt afkomstig uit een verloren gegaan werk van de schilder Apelles.
Portret van een jonge vrouw (1480-85) · La Primavera (ca. 1482) · Pallas en de centaur (ca. 1482) · De Geboorte van Venus (ca. 1483) · Madonna van het Magnificat (ca. 1483) · Bewening van de dode Christus (ca. 1490) · De Laster van Apelles (ca. 1494-95) · De mystieke geboorte (ca. 1500-01)